# Tony De Pauw
Tony De Pauw (Merchtem, 14 december 1954 – Kobbegem, 6 augustus 2025) was een Belgisch ondernemer. Hij was co-CEO en familiale grootaandeelhouder van vastgoedbedrijf Warehouses De Pauw (WDP). De Pauw was gehuwd met Pascale De Keersmaeker, dochter van politicus en brouwer Paul De Keersmaeker.

## Levensloop
Tony De Pauw was een zoon van Jos De Pauw, die Warehouses De Pauw in 1977 oprichtte om het vastgoed van de familiale groep Jos De Pauw te beheren. Datzelfde jaar splitste de vastgoedportefeuille van Jos De Pauw en zijn broer Pierre De Pauw, die logistiek vastgoedbedrijf Montea oprichtte. WDP trok in juni 1999 naar de beurs. De portefeuille van het bedrijf was toen 100 miljoen euro waard. Kort daarna overleed Jos De Pauw, waarna Tony De Pauw de leiding overnam. Sinds 2010 was hij co-CEO samen met Joost Uwents. Onder hun hoede werd WDP een miljardenbedrijf.
Sinds december 2022 was hij bestuurder van voetbalclub RSC Anderlecht. Verder was hij lid van het strategisch comité van het Verbond van Belgische Ondernemingen en was hij bestuurder van Le Concert Olympique. 
In 2024 stopte De Pauw, die sukkelde met zijn gezondheid, als co-CEO bij WDP maar bleef wel bestuurder. Hij overleed op 6 augustus 2025 op 70-jarige leeftijd in zijn slaap thuis te Kobbegem.